# Pavelius uschakovi
Pavelius uschakovi är en ringmaskart som beskrevs av Kuznetsov och Levenstein 1988. Pavelius uschakovi ingår i släktet Pavelius och familjen Ampharetidae. Inga underarter finns listade i Catalogue of Life.